# Razas nativas vulnerables

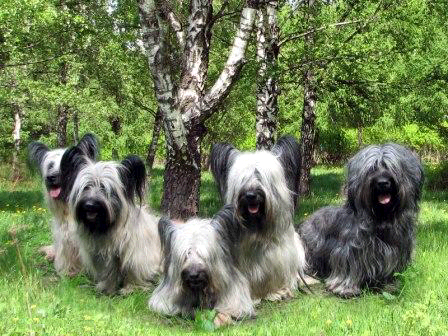
Solo se registraron 37 cachorros de Skye Terrier en el Kennel Club en 2010

Las llamadas Razas caninas nativas vulnerables (Vulnerable Native Breeds) son un grupo de razas caninas originarias de Reino Unido e Irlanda e identificadas por el The Kennel Club (KC) como grupo de razas cuyo número de crías es menor de 300 al año.
La necesidad de esta lista se identifica en junio de 2003, tras una investigación de la KC para identificar la vulnerabilidad y viabilidad de cada raza. Se trata de un proyecto de cooperación del KC con el "British and Irish Native Breeds Trust", después conocido como "Native Dog Breeds Trust". Las razas de la lista han sido promocionadas en eventos como "Discover Dogs" y Crufts, así como solicitando a los dueños el apareamiento de los perros en lugar de su esterilización
La mayoría de los perros de la lista son del grupo de Terriers, ya que deriva de las islas británicas. La mayor caída es el Sealyham Terrier quien registró 1.084 cachorros en 1938 y tan solo 6 en 2004. En octubre de 2011, la revista británica Country Life sacó a esta raza en su portada con el titular "SOS: Save our Sealyhams", y una campaña para salvar la raza.
Del Otterhound, popular durante los tiempos de Enrique VIII, quedan hoy menos de 1000 ejemplares en el mundo y el "British & Irish Dog Breeds Preservation Trust" lo considera "dos veces más raro que el oso panda gigante".
La lista se compiló por primera vez en enero de 2006 incluyendo 28 razas. Más tarde, en 2006 se añade el Bull terrier miniatura. En 2007, tras varias consultas con los clubs implicados se reclasifican los Bloodhound, Gordon Setter y Toy spaniel inglés en "viables", saliendo de la categoría "vulnerables". En 2012 se incluye el Toy spaniel inglés

## Listado de razas

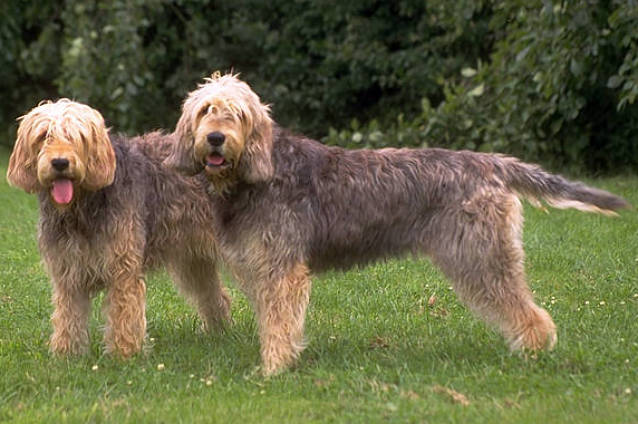
El Otterhound "dos veces más raro que el panda gigante"

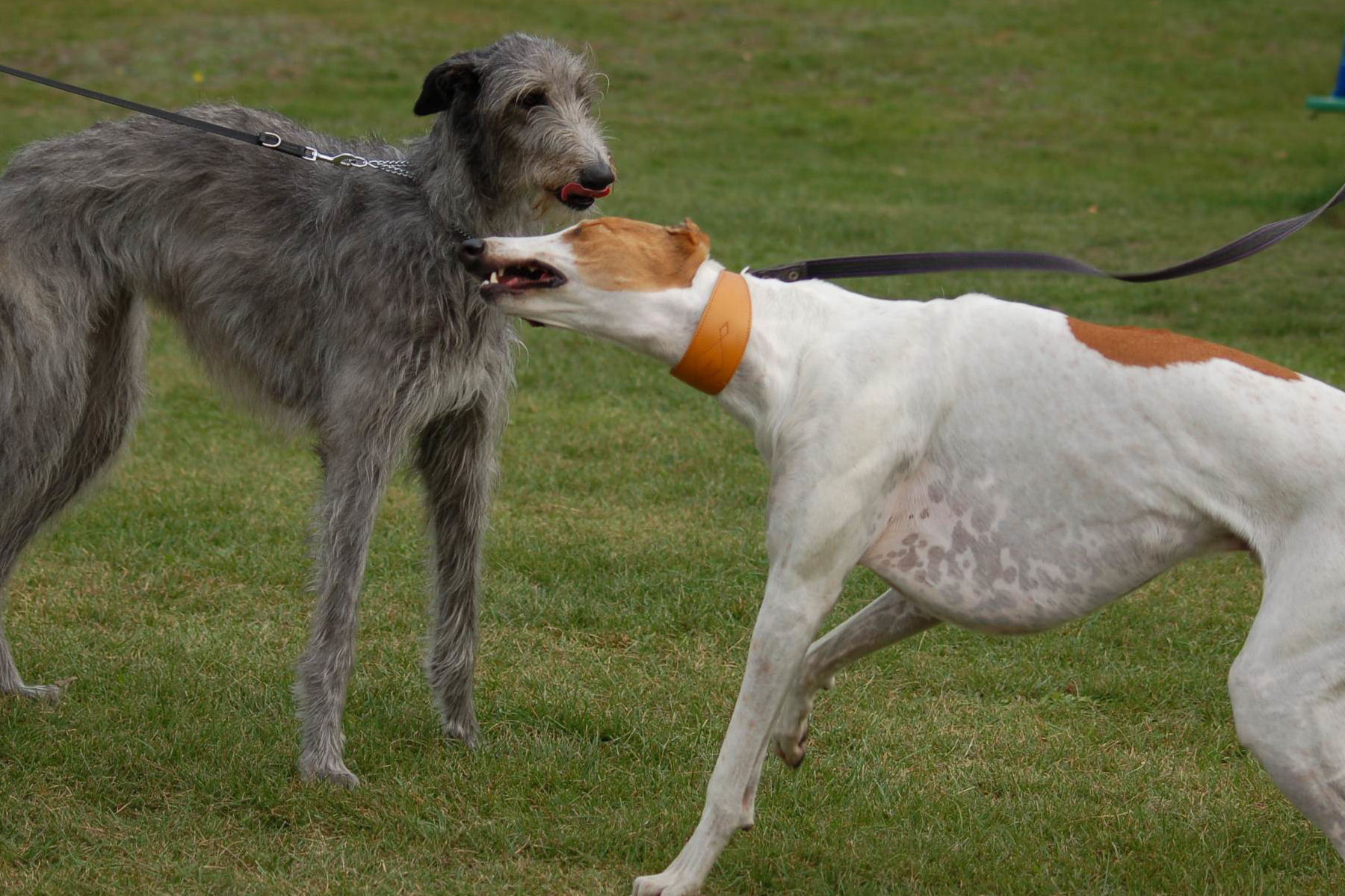
Lebrel escocés y Greyhound, dos lebreles en la lista

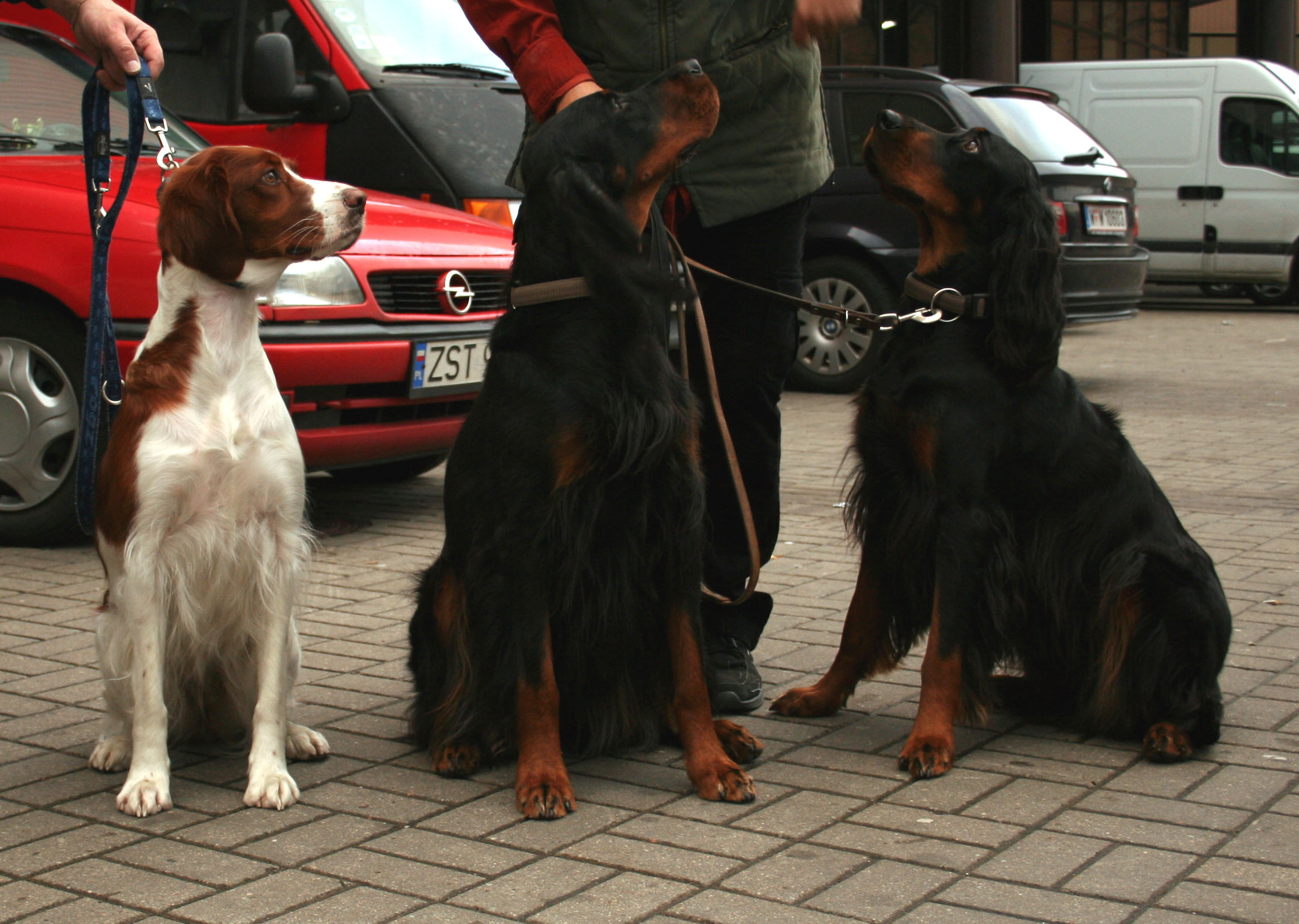
Setter irlandés rojo y blanco y dos Gordon Setter escoceses

Clave
| *Razas ex-vulnerables |

Tabla
| RAZA[A]                             | GRUPO            | Registros 2002 | Registros 2005 | Registros 2011 | Ref    |
| ----------------------------------- | ---------------- | -------------- | -------------- | -------------- | ------ |
| Bloodhound*                         | Caza             | 80             | 104            | 59             | [ 8 ]  |
| Bull terrier miniatura              | Terriers         | 278            | 275            | 216            | [ 9 ]  |
| Collie (Smooth)                     | Pastores         | 85             | 72             | 75             | [ 10 ] |
| Dandie Dinmont terrier              | Terriers         | 148            | 149            | 98             | [ 9 ]  |
| Setter inglés                       | Gundog           | 568            | 450            | 234            | [ 11 ] |
| English Toy Terrier (Black and Tan) | Perros miniatura | 56             | 103            | 95             | [ 12 ] |
| Fox Terrier (Smooth)                | Terriers         | 167            | 212            | 137            | [ 9 ]  |
| Glen of Imaal Terrier               | Terriers         | 48             | 45             | 67             | [ 9 ]  |
| Gordon setter*                      | Gundog           | 250            | 309            | 306            | [ 11 ] |
| Galgo inglés                        | Caza             | 24             | 49             | 14             | [ 8 ]  |
| Setter irlandés rojo y blanco       | Gundog           | 99             | 120            | 83             | [ 11 ] |
| Terrier irlandés                    | Terriers         | 198            | 270            | 277            | [ 9 ]  |
| Kerry blue terrier                  | Terriers         | 244            | 277            | 212            | [ 9 ]  |
| Toy spaniel inglés*                 | Perros miniatura | 150            | 193            | 180            | [ 12 ] |
| Lakeland terrier                    | Terrier          | 269            | 330            | 247            | [ 9 ]  |
| Lancashire Heeler                   | Pastores         | 125            | 166            | 98             | [ 10 ] |
| Manchester terrier                  | Terriers         | 86             | 140            | 152            | [ 9 ]  |
| Terrier de Norwich                  | Terriers         | 153            | 131            | 158            | [ 9 ]  |
| Otterhound                          | Caza             | 54             | 50             | 38             | [ 8 ]  |
| Retriever de pelo rizado            | Gundog           | 79             | 82             | 72             | [ 11 ] |
| Lebrel escocés                      | Caza             | 231            | 264            | 237            | [ 8 ]  |
| Sealyham terrier                    | Terriers         | 58             | 58             | 63             | [ 9 ]  |
| Skye terrier                        | Terriers         | 59             | 30             | 44             | [ 9 ]  |
| Irish soft coated wheaten terrier   | Terriers         | 277            | 321            | 433            | [ 9 ]  |
| Spaniel (Clumber)                   | Gundog           | 170            | 192            | 271            | [ 11 ] |
| Spaniel (Field)                     | Gundog           | 84             | 86             | 55             | [ 11 ] |
| Spaniel (Irish Water)               | Gundog           | 145            | 106            | 117            | [ 11 ] |
| Sussex spaniel                      | Gundog           | 82             | 77             | 68             | [ 11 ] |
| Corgi galés de Cardigan             | Pastores         | 56             | 77             | 108            | [ 10 ] |
| Terrier galés                       | Terriers         | 270            | 326            | 415            | [ 9 ]  |